# Goh Chok Tong
Goh Chok Tong (chiń. upr. 吴作栋; chiń. trad. 吳作棟; pinyin Wú Zuòdòng; pe̍h-ōe-jī Gô Chok-tòng; ur. 20 maja 1941) – singapurski polityk. Od 1990 do 2004 roku pełnił funkcję premiera państwa.